# Salman Khurshid
Salman Khurshid, född 1 januari 1953 i Aligarh, är en indisk politiker som representerar Kongresspartiet. Han var justitieminister 2011-2012 och Indiens utrikesminister 2012-2014.